# Epitausa ignilinea
Epitausa ignilinea är en fjärilsart som beskrevs av Walker 1865. Epitausa ignilinea ingår i släktet Epitausa och familjen nattflyn. Inga underarter finns listade i Catalogue of Life.